# Leucosolenia botryides
Leucosolenia botryides är en svampdjursart som först beskrevs av Ellis och Daniel Solander 1786.  Leucosolenia botryides ingår i släktet Leucosolenia, och familjen Leucosolenidae. Arten är reproducerande i Sverige.